# 宇宙戦艦ヤマトシリーズの輸送船・特殊艦船
宇宙戦艦ヤマトシリーズの輸送船・特殊艦船（うちゅうせんかんヤマトシリーズのゆそうせん・とくしゅかんせん）では、アニメ「宇宙戦艦ヤマトシリーズ」に登場する戦闘艦以外の様々な宇宙船を述べる。人々を運ぶための宇宙船も人員輸送船と解釈して本項目で述べる。

## 地球連邦

### 地球連邦の輸送船
『さらば宇宙戦艦ヤマト 愛の戦士たち』『宇宙戦艦ヤマト2』に登場する。デザイン担当は宮武一貴。
資源輸送補給船団所属のタンカー。ガミラス戦役後に建造された大型船で、太陽系内の諸惑星から採掘される様々な鉱物資源を地球に輸送するための「鉱物資源運搬船」である。
全長は302メートル、全幅は336.7メートルで、自重は198,000トンにもなる。後部に機関を備えた大型の円筒状船体を左右に繋げた三胴船形式で、中央船体前後に連結器が備え付けられており、宇宙空間を航行する際は何隻もが前後に連結される（その際1隻ごとに表裏につなげられる）。宇宙空間での連結数は理論上無限大。非武装のため、航行の際には護衛艦によるエスコートを伴う。運行の自動化が進み、大型の割には乗組員は少数である。塗装は茶色。
原則として、各惑星と地球の往復がメインルートとなるが、その行動範囲は、まれに太陽系外まで及ぶこともある。
PSゲームシリーズでは、PS版『さらば宇宙戦艦ヤマト 愛の戦士たち』とPS2版『宇宙戦艦ヤマト イスカンダルへの追憶』『宇宙戦艦ヤマト 暗黒星団帝国の逆襲』『宇宙戦艦ヤマト 二重銀河の崩壊』の計4作に登場。『さらば宇宙戦艦ヤマト 愛の戦士たち』では冒頭ムービーにアニメと同じ立場で登場する。本作では非武装船と設定されている。『宇宙戦艦ヤマト イスカンダルへの追憶』『宇宙戦艦ヤマト 暗黒星団帝国の逆襲』『宇宙戦艦ヤマト 二重銀河の崩壊』では、防衛軍物資輸送/工場艦という名称のプレイヤーユニットとして登場している。本作では連結されずに単艦で行動する。艦速・旋回能力は空母にすら劣る最低ランクのC-で、耐久力・防御力も駆逐艦と同等以下である。武装面でも対艦用となる砲撃・雷撃兵装を持たないが、反面味方ユニットの中では数少ない対空兵装持ちである。艦名は「ほうらいまる」「バッファロー・ビル」「ウインダミア」。

### 無人輸送船（A・B・C）
『ヤマトよ永遠に』においてデザインされていた。デザイン担当は板橋克己。
西暦2202年頃に地球で使用されていた、各種の宇宙輸送船。当時の地球の極端な機械化を反映し（詳しくは『ヤマトよ永遠に』の項も参照）、このような輸送船群もすべて無人化が計られている。
3タイプの設定画が作られ、少なくともA・Bタイプに関しては三面図まで描かれたが、結局劇中未登場に終わる。
Aタイプ
基本型。後にリファインされ高速連絡艇となる。
Bタイプ
コンテナ型。Aタイプとよく似ているが、船体後部が切り離し式コンテナになっている。
Cタイプ
有人パトロール艇に近い船体構成をしている。パトロール艇でいう居住ブロック部に貨物積載部がある。

### 大探査船
『宇宙戦艦ヤマトIII』第12話に登場する。デザイン担当は板橋克己。
太陽の異常膨張に対して、調査用に探査船団の中核になるべく派遣された大型宇宙船。武装は皆無で護衛戦艦の随伴は必須。
劇中での登場シーンは出航前のドック内での1カットのみで、実際の航行シーンなどは描写されなかった。

### 移住宇宙船
『宇宙戦艦ヤマトIII』に登場する。デザイン担当は板橋克己。
太陽の異常膨張に対して、急遽大量建造された移民用大型宇宙船。非武装。船体はコンテナに機関を取り付けた様なブロック構造状で、最大航続距離は1万5千光年。
劇中では第1話における多数の本船が連なって航行している移民イメージ用の美術画として初登場。この画はその後も第2話や第4話などの冒頭ナレーションで使用されている。本編中で実際に登場するのは第19話におけるドック内での建造シーンのみで、航行シーンなどは描写されなかった。塗装は明褐色だが、美術画では暗灰色。

### 気象観測船
『宇宙戦艦ヤマトIII』第10話に登場する。デザイン担当は出渕裕（ラフ稿）、板橋克己。
宇宙観測を目的にした観測船で、所属は防衛軍ではなく宇宙開発気象局。船長は同局の一等技官、団彦次郎。
中央船体の両舷に箱形の機関ユニットが接続されている形の三胴船。塗装は白と青。自らも宇宙観測するほかに、各地の宇宙気象ステーションを巡回して点検する灯台巡視船的な役目も果たす特殊艦船。武装は小口径レーザー砲塔が4基。
故障のためヤマトに救援された後、気象ステーションを点検中にガルマン帝国のダゴン艦隊に襲われて爆沈する。

### 太陽観光船
『宇宙戦艦ヤマトIII』第1話に登場する。デザイン担当はKEI AZUMA。
太陽を観光するために運行される、垂直離床型の民間宇宙船。土門竜介の両親が船客として乗っていた。ガルマン帝国の惑星破壊プロトンミサイルと接触して破壊される。

### 民間宇宙船
『宇宙戦艦ヤマト 完結編』に登場する。デザイン担当は板橋克己。
アクエリアスの飛来で地球から周辺のコロニーへ脱出する際に使用された宇宙船群。退避航行中、待ち構えていたディンギル帝国軍の攻撃によって全滅する。やられ役であり、各船が画面に映るのはほんの僅かである。
大型移住用宇宙船
全長1,350メートル。移住用として特に建造された訳ではなく、元々は民間で就役していた大型客船を徴用した船。
中型移住用宇宙船
同じく、中型客船。
貨物宇宙船（タテ型）
コンテナを垂直に繋げて運搬するタイプの貨物船。
連結式貨物宇宙船
最大全長1,053メートル。コンテナを水平に繋げて運搬するタイプの貨物船。

### 移民宇宙船
『宇宙戦艦ヤマト 復活篇』に登場する。デザイン担当は小林誠。
惑星アマールへの移住に用いられる超大型宇宙船。1隻当たり約10万人収容可能。全長2,800メートルで、形状は四角いクーラーの室内機に似ている。
船の大部分は居住区で構成されているが、乗客は船室ではなく、旅客機式の並んだ座席に詰め込まれて着座を強いられる。船首の上下に船橋、船尾に波動エンジンを4基配備。塗装は灰色地に青。数千隻が建造されたが武装は皆無であるため、SUSの艦隊に襲われてかなりの犠牲を出している。
なお、移民船団のことを「AMARE EXPRESS（アマールエクスプレス）」と呼び、全ての移民船に「AMARE EXPRESS 〇（数字が入る）」と書かれている。

### 深宇宙貨物船「ゆき」
『宇宙戦艦ヤマト 復活篇』に登場する。デザイン担当は小林誠。
古代が船長を務めていた中型の宇宙貨物船。塗装は茶色。
全長99メートル。地球から1万7千光年離れた辺境空域を航行するため、宇宙海賊に備えて前甲板に3連主砲1基、その他単装砲3基を装備。砲の種類はショックカノンなのか、単なるエネルギー砲なのかは不明。

#### 輸送船きさらぎ
『宇宙戦艦ヤマト2202 愛の戦士たち』に登場する。デザイン担当は小林誠。
太田健二郎が船長を務める、地球連邦防衛軍輸送艦隊所属の輸送船。「ゆき」とほぼ同形状だが、艦橋の窓枠の数や航行灯の位置などに差異がある。
第2話に登場し、古代の月面潜入を手助けする。第17話や第22話では同型船が複数登場する。

## ガミラス帝国

### 病院船
『宇宙戦艦ヤマト』第14話に登場する。デザイン担当は加藤直之。
ガミラス帝国の保有する病院船。外見上は駆逐型デストロイヤー艦などと似るものの、艦後部の推進ノズル2基が「目玉」のようにデザインされており、後部中央にもツノを持つなど、まるで「顔」を前後に付けたような姿をしている。艦橋はシンプルなデザインで、翼のような出っ張りがない。
オクトパス星団で足止めしていたヤマトの前に1隻が偶然現れ、オクトパス星団の抜け道を知るヒントを与えることになった。なお、古代進は攻撃するよう艦長の沖田十三に進言するが、沖田は「戦艦ではない」として見逃している。
当初は病院船としてはっきりさせるため白塗装にする案があったが、結局他のガミラス艦と同様の緑色となった。また、本艦の決定稿には「赤十字マークなどつけないこと」と注意書きが添えられている。
『宇宙戦艦ヤマト2205 新たなる旅立ち』において、ガミラス移民船団を構成する艦としてリメイク。全長257メートル。緑一色ではなく白いラインが入ったカラーリングとなっている。

### タンカーロケット
『宇宙戦艦ヤマト』第16話に登場する。デザイン担当は松崎健一。
ガミラス帝国の保有するタンカー。構造は、3つの球形タンクを連結パイプで繋げ、前部に操縦ブロック、後部にエンジンブロックをつけたという簡単なもの。その簡素な外観から、旧式の船と説明されることもある。1つ目と3つ目のタンク部分には、側面に昆虫の足を思わせる着陸脚があり、すべてのタンク下面には垂直上昇用ノズルがある。
輸送船ながら武装されており、艦首下部へに固定式の四連装エネルギー砲を備え、劇中では反撃でブラックタイガーを損傷させている。
植民地であったビーメラ星から、500日に1度の割合でローヤルゼリーを運搬するために使用されていた。ヤマトに発見されてブラックタイガー隊と交戦し、その後ビーメラ星に着陸直後に爆沈する。
『宇宙戦艦ヤマト2205 新たなる旅立ち』において、ガミラス移民船団を構成する艦として「タンカー船」という名称でリメイク。植民星からの物資輸送に用いられていたという設定が付与されている。全長は387メートル。船首部分のデザインが大幅にアレンジされているほか、球形タンクの数が4つに増えており、形状も真球ではなくやや楕円球になっている。
漫画版『宇宙戦艦ヤマト2199』では、類似した構成の補給艦が登場。球形タンクを5基ずつ3列（正面から見て正三角形状に）平行に結合した形態の主船体を中心に、その前端に操舵ユニットを、後端に推進機関ユニットを接合した構造。操舵ユニットにはガミラス艦船特有の発光部がある。登場は単行本4巻で、冥王星基地・艦隊を失ったシュルツの乗艦シュバリエルに対し、デスラー魚雷などの補給物資を供給した。

### バラノドン輸送船
『宇宙戦艦ヤマト』第17話に登場する。デザイン担当は松本零士。
ガミラス太陽系方面軍副司令のゲールが独断で行った、バラノドン特攻作戦の際に使用された輸送船。大型飛行船を思わせる外観をしており、前部と後部の両方に搬入・搬出口がある。合計12本の着陸脚を持ち、脚構造は1本あたり3輪のキャタピラ式である。操縦室らしきものは見受けられない。
『宇宙戦艦ヤマト2205 新たなる旅立ち』において、ガミラス移民船団を構成する艦として「重機材運搬船」という名称でリメイク。バラン鎮守府方面で原生生物の移送に使われることもあったという設定が付与されている。全長260メートル。デザインはほぼそのままで、両舷に目玉状発光部が追加されている。

### デラメヤ級強襲揚陸艦
『宇宙戦艦ヤマト2199』『宇宙戦艦ヤマト2202 愛の戦士たち』に登場する。デザイン担当は出渕裕（イメージラフ）、山根公利。
全長は92.3メートル、全幅は38.0メートル、全高は24.6メートル。艦首の肥大化した部分に戦闘車両を搭載し、車両6両の輸送や空中投下が可能である。司令塔は存在せず、艦橋は艦首に埋め込まれている。武装として艦首下部に連装陽電子ビーム砲塔、艦体に魚雷発射管を2門装備している。艦首にはガミラス艦艇特有の発光部が存在する。装甲強度は低く、劇中ではコスモゼロの機関砲で撃沈されている。
劇中で登場するガミラス軍艦艇の中では唯一、ガミロイド兵のみによって運用されている描写がある。

『2199』第4話において、土星宙域に配備されている艦として初登場。旧作の円盤型パトロール艇に相当する役柄であり、エンケラドゥスにおいてヤマトを急襲する。また、同第18話のバラン星における観艦式にも参加している。『2202』では、第16話でデスラーとタランがノイ・デウスーラに帰還する際に使用している。

### ガミラスの輸送艦
『宇宙戦艦ヤマト2199』に登場する。デザイン担当は小林誠。
主に親衛隊が反政府分子と見なして捕えた人々を護送するために使用している輸送艦。外見は双胴型の艦体の中央に推進機を備えた緑色の大型船で、大ガミラス帝星から他星までの航行能力を持つ。元々は民間の恒星間連絡旅客船だったものを親衛隊が徴用した艦である。全長は268メートル、全幅は180メートル、全高は43メートルになる。
第17話において反政府運動加担の容疑で拘束されたエリーサ・ドメルを収容所惑星レプタポーダへ移送する。第22話では囚人たちを乗せている。

本メカは急遽登場が決まり、モデリングなどの時間が無かったため、小林が担当することになった。『2199』総監督の出渕裕の意向により、他の艦船や航宙機とはデザインラインを変えてあり、レプタポーダの第十七収容所のデザインにイメージを合わせている。全体フォルムのモチーフは『サンダーバード6号』に登場する「スカイシップ1」。

### 簡易都市型移民船
『宇宙戦艦ヤマト2205 新たなる旅立ち』に登場する。
全長20㎞にも及ぶ巨大な移民船で、連結された複数の十字型の都市ユニットからなる都市船と、惑星間弾道弾4基を推進装置とする都市牽引船から構成されるという独特の構造を持つ。ガルマン星への移民船団の中核を担っている。

## ガルマン・ガミラス帝国

### 工作母艦
『宇宙戦艦ヤマトIII』第17話・第18話に登場する。デザイン担当は板橋克己。
技術少佐のフラウスキーが率いる太陽制御船団が使用したガルマン・ガミラス帝国の特殊艦船。「工作艦」と表記されることもある。
全長600メートル級の惑星破壊プロトンミサイルを完全に抱え込んで搭載可能な巨大艦船。作業用に高い指揮通信能力を有する。真田が搭乗した艦には艦底部にプロトンミサイル搭載スペースが無く、アステロイド吸着システムを搭載している。
全長973メートル。武装は艦首と両舷側にそれぞれ磁気シールドミサイルを発射可能な8連装と4連装のバルカンミサイル砲を装備している。塗装は、全体が濃緑色で、艦首部は黄色。

### 調査船
『宇宙戦艦ヤマトIII』第21話・第22話に登場する。デザイン担当は板橋克己。
ヘルマイヤーが惑星ファンタム調査に使用した調査用の特殊艦船。塗装は緑。
武装は、後部両舷のインテーク上に1基ずつ回転速射砲塔があるほかは見当たらない。引き込み式の着陸脚を四本持つ。
地質調査用の探査ドリルを船内へ格納しており、これをファンタムへ撃ち込んだことで惑星の正体がコスモ生命体であるのを暴いたが、ファンタムの逆襲で触手群に着陸脚をへし折られ、危うく破壊されそうになるが脱出する。

## 白色彗星帝国

### 白色彗星帝国の輸送艦
『宇宙戦艦ヤマト2』第6話に登場する。デザイン担当は板橋克己。
彗星帝国のナスカ艦隊所属強襲輸送艦。第11番惑星での戦いで登場した。塗装は緑色。
艦底部にチューブ状のコンテナを3基備え、コンテナの下半分を開いてスロープとし、惑星上へ装甲車両を投下する。非武装。

## 暗黒星団帝国

### 作業母艦
『宇宙戦艦ヤマト 新たなる旅立ち』に登場する。デザイン担当は中村光毅（ラフ稿）、板橋克己。
ガミラス星にてガミラシウム採取作業に従事するエネルギー採取艦隊の旗艦である。塗装は黒色とオレンジ。
下記の加工艦などの母艦を兼ねる超大型の宇宙船。左舷に小型艇発着用の作業プラットフォームを持つ。全長は不明だが、数百メートルはあると推定されている。
ガミラス星の空洞内に浮かんで麾下の作業船団を指揮していたが、味方護衛艦の誤射により被弾して地表に墜落し、爆沈する。この爆発が巻き込まれた作業艦などを介して惑星内部のガミラシウムに誘爆を引き起こし、ガミラス星崩壊の原因となる。

### 作業艦 / 加工艦
『宇宙戦艦ヤマト 新たなる旅立ち』に登場する。デザイン担当は中村光毅（ラフ稿）、板橋克己。
いずれもエネルギー採取艦隊の構成艦。塗装はオレンジ。
作業艦は地表に採掘用のパイプを撃ち込んでガミラシウムを吸い上げる採掘艦。劇中での俯瞰カットで左上に位置している艦である。
加工艦は作業艦と移送用パイプで直結された艦で、作業艦から送り込まれたガミラシウムを艦内で加工する工場船。艦前部（俯瞰の設定画では右上側の部分）全体がハッチとなっていて、真上へ開く。劇中での俯瞰カットで中央下に位置している艦である。
作業艦と加工艦はセットで運用される形となり、設定画でもセットで描かれている。いずれも宇宙船というよりは工業プラントのような形状をしている。画面では作業時が描写されているので、艦内の設定図がある。非武装。
地表で作業中、ガミラス星の崩壊に巻き込まれて全滅する。

### 暗黒星団帝国の輸送艦
『宇宙戦艦ヤマト 新たなる旅立ち』に登場する。デザイン担当は中村光毅（ラフ稿）、板橋克己。
エネルギー採取艦隊の構成艦。劇中での俯瞰カットで右上に位置している艦である。
サンショウウオ似の形状をしており、両舷に垂直上昇ノズルを6つ持つ。艦体前部が搬入口であり、加工艦と同じように艦首部全体がハッチとなっていて真上へ開く。加工艦とハッチ同士がベルトコンベアで繋がれ、タンク詰めされたガミラシウムを次々と搬入していた。非武装。塗装はオレンジ。
地表で作業中、ガミラス星の崩壊に巻き込まれて全滅する。

### 巨大輸送艦
『ヤマトよ永遠に』に登場する。デザイン担当は板橋克己。
黒色艦隊所属の軍隊輸送艦。数多くの兵器を搭載し、敵惑星への上陸作戦を行う際の中心戦力である。戦闘爆撃機・パトロール戦車・掃討三脚戦車を搭載している。
上面に司令塔のようなキノコ状の突起物が3つ存在するが、実際のブリッジは前部下面の弧の部分（赤い部分）である。また、下面には円形ミサイルランチャーも装備している。各種戦車や航空機を戦闘可能状態で発進させることが可能である。
なお、諸元値については、全長1,650メートル・全幅500メートル・全高550メートルとする資料と、全長550メートル・全幅163メートル・全高158.4メートルとする資料の2通りがある。資料元的は、公式から出版された本である後者の方が信頼性が高いが、『ヤマトよ永遠に 設定資料集』p. 94に掲載されている巨大輸送艦の設定三面図にをよく見ると、「高さ 約500M」（設定画上部）・「全長 約1.6KM」（設定画左上）・「船体の幅 約550M」（設定画下部）と手書きで直接設定画に書き込まれているのがかろうじて確認できる（『ファイナルデラックス版』でも全幅のみ確認可）。また、同三面図に描かれている、50メートルを超える掃討三脚戦車との対比でも、前者の値が妥当となっている。このことから、少なくとも設定画が描かれた段階では前者の諸元値だったと分かる。もっとも、どちらにしろ作業母艦やゴルバ型浮遊要塞を除けば、同国艦船中最大級である。

#### タイゲタ級大型輸送艦
『ヤマトよ永遠に REBEL3199』に登場する。
旧作同様、デザリアムが地球侵攻に際して投入した輸送艦。襲撃戦闘機カタピラス惑星制圧仕様や、掃討三脚戦車ガバリア、殲滅多脚戦車ガーム・ビゥなどの兵器を搭載している。
全長は1,000メートル。艦首に艦載機発進口、後部艦底に戦車や人員などを出し入れする大型ハッチを有する。デザリアム艦の艦載機は発進口までの間にエネルギー供給を行う滑空区画を通過するようになっているが、本艦は地上制圧用の各種兵器のエネルギー充填を行うためか、滑空区画が船体の約4割ほどと長大になっている。
また、兵器のみならず人員の輸送能力も持っており、滑空区画の上部には居住区が設けられている。
さらに本作では次元潜航機能を有していると設定され、地球側に感知されずに接近できたのはこの機能を用いたためと理由付けされている。

### 輸送戦艦
PS2版『宇宙戦艦ヤマト イスカンダルへの追憶』に登場する。デザイン担当は宮武一貴。
ゲームオリジナル艦。輸送戦艦は通称で、正式名称は暗黒星団資源輸送艦級。ストーリー上の位置付けでは、上記の作業母艦などといったエネルギー採取艦隊の艦船に相当している。
ガミラス星にてガミラシウム採取作業に従事するエネルギー採取艦隊に所属し、採掘したガミラシウムの輸送任務に当たっていた。 巨大戦艦プレアデス級を一回りスケールダウンさせたような前部艦体の後方に、2列に並んだ全4つの六角柱からなる後部貯蔵コンテナを接続している。エンジンノズルは後部貯蔵コンテナを避ける形で、前部艦体の両脇に設置されている。「輸送戦艦」の通称の通り、大口径主砲1基で武装している。
ゲームシステム上における艦の性能としては、速力・旋回力がともにCランクと低い一方で、耐久力が同時期の他の敵艦よりも3〜4倍程度高く設定されている。
劇中では、ステージ02「ガミラス星崩壊」に登場。導入ムービー中では3隻おり、そのうちステージ内で2隻が敵ユニットとして参加する。ガミラシウムの輸送のため、ガミラス星から離脱したばかりのところをデスラー艦隊に発見され、攻撃を受ける。攻撃を受けた資源輸送艦の1隻が墜落してガミラス星に激突し、同惑星の崩壊を引き起こす。

## その他

### サーシャの宇宙船
『宇宙戦艦ヤマト』に登場する。デザイン担当は『ロマンアルバムエクセレント54 宇宙戦艦ヤマトPERFECT MANUAL2』p. 190では「原画マン」とだけ表記されているが、同デザインの宇宙船が『第三仮面帝国』他の松本零士作品に頻繁に登場しているので、松本である可能性は高い。
イスカンダル王家の宇宙船。サーシャがイスカンダルから波動エンジンの設計図を持ってくる際に使用。沖田艦隊とガミラス艦隊の交戦中に太陽系へ進入し、冥王星付近から数分で火星の軌道まで達した後、火星の極冠付近に墜落した。サーシャは墜落寸前に脱出艇で脱出していたが、古代と島が墜落現場に到着した際には既に息絶えていた。墜落原因がガミラス艦隊の攻撃を受けたのか、それとも事故やマシントラブルなのかは語られていない。
「サーシャのロケット」との別名もあるように、デザインはロケット型で塔型のブリッジはない。張り出した中央船体左右には、クラスター式のノズルを備えている。塗装は黄色（黄金である可能性もある）。

#### シェヘラザード
『宇宙戦艦ヤマト2199』に登場する。デザイン担当は石津泰志。
サーシャの宇宙船をリメイクした宇宙船。デザインがより曲線的にリメイクされている。イスカンダルの恒星間連絡航宙船。全長は219メートル、全高33.5メートル。第1話における第1作と同様の出番のほか、本編の1年前にユリーシャが地球を訪れた際にも本船を使用したことが、第2話のスターシャのメッセージ映像で示されている。また、第16話では、惑星ビーメラ4において約400年前に不時着したものと推定される、似た形状のイスカンダルの宇宙船が登場する。

### 脱出ロケット
『さらば宇宙戦艦ヤマト 愛の戦士たち』『宇宙戦艦ヤマト2』に登場する。デザイン担当は松本零士（ラフ稿）、宮武一貴。
白色彗星帝国軍の侵略を受ける惑星の小型宇宙船。紡錘形の船首と平べったい船体を組み合わせた形状をしている。コクピットは船首先端にある。エンジンは4基。外見を見る限り非武装。塗装は白地にダークグレー。初期設定はテレザート星の宇宙船と設定されていた。
『さらば』では冒頭の侵略シーンに数隻登場。デスバテーターの攻撃により、地上や空中で破壊される。『ヤマト2』でも、第1話で『さらば』の映像の一部を流用して登場する。

### テレザリアム
『宇宙戦艦ヤマト2』に登場する。デザイン担当は松本零士。
テレザート星のテレサが用いた小型宇宙船。
当初はテレザート星中心部の地底湖に浮かぶテレサの個人住居として登場していたが、最終話で宇宙船として登場する。
テレサはデスラー艦との戦闘で被弾し、宇宙を漂流中の島大介をこのテレザリアムで回収。船内で輸血などの応急処置を施している。

### 巡礼宇宙船
『宇宙戦艦ヤマトIII』第19話に登場する。デザイン担当は松本零士、板橋克己（決定稿）。
シャルバート教の信者が使用する垂直離床型の宇宙船。一見旧式だが、数百年にも及ぶ単独航行が可能で、乗組員は世代交代しながら宇宙を放浪する、恐るべき能力を持つ長距離航行型である。塗装は白。非武装。

### スターシアシップ
漫画『新宇宙戦艦ヤマト』に登場する。デザイン担当は松本零士。
グレートヤマトに乗艦すべく大マゼランから飛来した「スターシアの娘」が搭乗していた宇宙艇。「紙ヒコーキ」とも形容される扁平な形状を持つ。航行中でもエネルギー反応を発さないが、高い速力を発揮できるほか、移動性ブラックホールやメタノイドの艦隊を消滅させており、なんらかの攻撃手段を有していると見られる。